# P.I.L.I.
P.I.L.I. (plan indicateur lumineux d'itinéraire) est une œuvre de l'artiste français Philippe Favier située à Paris, en France. Créée en 2000, elle est installée la même année dans la station de métro Pyramides de la ligne 14.

## Description
Les plans indicateurs lumineux d'itinéraires, abrégés par le sigle PILI, sont des plans du métro affichés dans certaines stations, qui ont la particularité de permettre aux voyageurs de tracer des itinéraires depuis la station où ils se trouvent, grâce à un clavier équipé d'un bouton pour chaque destination : le dispositif allume alors sur le plan une série de petites ampoules, une pour chaque station traversée, afin d'indiquer l'itinéraire le plus rapide à suivre.
Les PILI ont inspiré en 2000 une œuvre au plasticien Philippe Favier, sur la base de textes du poète Jacques Roubaud, s'inscrivant dans la tradition de l'Oulipo ; elle a été installée dans la station Pyramides à l'occasion du centenaire du métro de Paris.

## Localisation
L'œuvre est installée à l'intérieur même des stations Madeleine et Pyramides de la ligne 14 du métro parisien.

## Artiste
Philippe Favier (né en 1957) est un artiste français.